# Union (The Boxer Rebellion)
Union è il secondo album in studio del gruppo musicale britannico The Boxer Rebellion.

## Tracce
1. Flashing Red Light Means Go – 5:24
2. Move On – 4:17
3. Evacuate – 3:31
4. Soviets – 4:08
5. Spitting Fire – 2:50
6. Misplaced – 6:14
7. The Gospel of Goro Adachi – 3:38
8. These Walls Are Thin – 2:32
9. Forces – 4:03
10. Semi-Automatic – 3:22
11. Silent Movie – 5:15

US iTunes Bonus Track
1. Broken Glass – 4:47
2. Murder Ballad – 4:16